# Саюшев Вадим Аркадійович
Вадим Аркадійович Саюшев (16 січня 1930, місто Новосибірськ, тепер Російська Федерація) — радянський діяч, секретар ЦК ВЛКСМ, 1-й секретар Ленінградського обласного комітету ВЛКСМ. Кандидат у члени ЦК КПРС у 1961—1966 роках. Депутат Верховної ради СРСР 6-го скликання. Кандидат економічних наук, доктор економічних наук (1996), професор.

## Життєпис
Народився в родині службовця. Батько працював техніком-будівельником, родина часто змінювала місце проживання. З 1935 року мешкали в місті Єфремові Тульської області, з 1941 року — в Кемеровській області, після війни — в місті Ленінграді.
У 1944 році Вадим Саюшев вступив до комсомолу.
У 1945—1948 роках — курсант 2-ї Ленінградської спеціальної школи Військово-повітряних сил.
З 1948 року — вантажник, робітник, секретар комітету ВЛКСМ «Електромотортресту» в місті Ленінграді.
Потім — студент, секретар комітету ВЛКСМ Ленінградського гірничого інституту імені Плеханова.
Член ВКП(б) з 1952 року.
У 1954 році закінчив гірничий факультет Ленінградського гірничого інституту імені Плеханова.
У 1954—1956 роках — 1-й секретар Свердловського районного комітету ВЛКСМ міста Ленінграда.
У 1956—1958 роках — секретар, 2-й секретар Ленінградського обласного комітету ВЛКСМ.
У квітні 1958 — жовтні 1961 року — 1-й секретар Ленінградського обласного комітету ВЛКСМ.
10 жовтня 1961 — 3 грудня 1964 року — секретар ЦК ВЛКСМ.
У грудні 1964 — 1967 року — заступник голови Державного комітету із професійно-технічної освіти при Державному плановому комітеті (Раді міністрів) СРСР.
У 1967 — листопаді 1983 року — 1-й заступник голови Державного комітету Ради міністрів СРСР із професійно-технічної освіти, 1-й заступник голови Державного комітету із професійно-технічної освіти СРСР.
У листопаді 1983 — 1992 року — директор Виставки досягнень народного господарства (ВДНГ) СРСР — заступник голови Головного виставкового комітету СРСР і член Колегії Державного комітету СРСР по науці і техніці.
У 1992 — жовтні 1998 року — директор Всеросійського виставкового центру — голова правління акціонерного товариства «Всеросійський виставковий центр»; голова комітету Торгово-промислової палати Російської Федерації із виставково-ярмаркової діяльності.
З жовтня 1998 року — 1-й заступник генерального директора акціонерного товариства «Всеросійський виставковий центр», голова правління спільного товариства «Технопарк», голова правління благодійного товариства «Благовіст» у Москві. Академік Міжнародної академії інформатизації. Перший віцепрезидент Товариства друзів Куби.

## Нагороди
- два ордени Трудового Червоного Прапора
- орден Дружби народів
- орден «Знак Пошани»
- орден «Солідарності» (Республіка Куба) (11.01.2010)
- медалі
- Заслужений працівник культури Російської Федерації